# Ambrose Powell Hill
Ambrose Powell Hill, ameriški general, * 9. november 1825, Culpeper, Virginija, † 2. april 1865, Petersburg, Virginija.
Slavo je dosegel kot poveljnik Hill's Light Division in tako postal eden najbolj zanesljivih podrejenih generala Stonewalla Jacksona.
Pozneje je poveljeval korpusu (pod vrhovnim poveljstvom Leeja) Vojske Severne Virginije.